# گونوسفانادیجا
گونوسفانادیجا (به ایتالیایی: Gonnosfanadiga) یک کومونه در ایتالیا است که در استان مدیو کامپیدانو واقع شده‌است.

## خصوصیات
گونوسفانادیجا ۱۲۵٫۲۳ کیلومترمربع مساحت و ۶٬۶۳۴ نفر جمعیت دارد و ۱۸۵ متر بالاتر از سطح دریا واقع شده‌است.

## خواهرخوانده
شهر Odolo خواهرخواندهٔ گونوسفانادیجا هست.